# 神話 (マイケル・シェンカー・グループのアルバム)
『神話』（しんわ、原題：MSG）は、マイケル・シェンカー・グループが1981年に発表した2作目のスタジオ・アルバム。

## 背景
前作『神 (帰ってきたフライング・アロウ)』（1980年）に引き続きゲイリー・バーデンがボーカリストに起用され、更にポール・レイモンド（元UFO）、クリス・グレン（元センセーショナル・アレックス・ハーヴェイ・バンド）、コージー・パウエル（元レインボー）が新メンバーとして迎えられた。本作リリースの前には日本ツアーを行っており、うち8月12日に行われた日本武道館公演は、ライブ・アルバム『飛翔伝説 MSG武道館ライヴ』に収録された。

## 反響
全英アルバムチャートでは8週トップ100入りし、最高14位を記録した。日本のオリコンLPチャートでは11週トップ100入りし、最高15位を記録した。アメリカのBillboard 200では前作『神 (帰ってきたフライング・アロウ)』に引き続きトップ100入りを果たし、最高81位を記録した。

## 評価・影響
Andy Hindsはオールミュージックにおいて5点満点中3.5点を付け「マイケル・シェンカー・グループのサウンドは、シェンカーが以前在籍していたUFOほどのヴァリエーションはないが、ギターはいつも通り驚異的なので、大した問題ではない」と評している。ヨルン・ランデは「ヨルン」名義のカヴァー・アルバム『アンロッキング・ザ・パスト』（2007年）において、本作収録曲「オン・アンド・オン」を取り上げた。

## 収録曲
特記なき楽曲はマイケル・シェンカーとゲイリー・バーデンの共作。
1. レディ・トゥ・ロック - "Ready to Rock" – 3:27
2. アタック・オブ・ザ・マッド・アクスマン - "Attack of the Mad Axeman" – 4:20
3. オン・アンド・オン - "On and On" – 4:43
4. スリーピング・ドッグス - "Let Sleeping Dogs Lie" (Michael Schenker, Gary Barden, Paul Raymond, Chris Glen, Cozy Powell) – 5:24
5. アイ・ウォント・モア - "But I Want More" – 7:00
6. ネヴァー・トラスト・ア・ストレンジャー - "Never Trust a Stranger" (P. Raymond) – 4:28
7. ルッキング・フォー・ラヴ - "Looking for Love" – 4:05
8. セカンダリー・モーション - "Secondary Motion" – 3:45

### 2009年リマスターCDボーナス・トラック
10. - 15.は、1980年のマンチェスター公演におけるライブ録音である。
1. ネヴァー・トラスト・ア・ストレンジャー（ラフ・モニター・ミックス） - "Never Trust a Stranger (Rough Monitor Mix)" (P. Raymond) - 4:32
2. ナチュラル・シング - "Natural Thing" (M. Schenker, Phil Mogg, Pete Way) - 4:07
3. フィールズ・ライク・ア・グッド・シング - "Feels Like a Good Thing" - 4:03
4. ルッキング・アウト・フロム・ノーホエア - "Looking Out from Nowhere" - 7:08
5. シュート・シュート - "Shoot Shoot" (M. Schenker, P. Mogg, P. Way, Andy Parker) - 3:25
6. ドクター・ドクター - "Doctor Doctor" (M. Schenker, P. Mogg) - 5:31
7. ライツ・アウト - "Lights Out" (M. Schenker, P. Mogg, P. Way, A. Parker) - 5:09

## 参加ミュージシャン
- マイケル・シェンカー - リードギター
- ゲイリー・バーデン - ボーカル
- ポール・レイモンド - キーボード、リズムギター
- クリス・グレン - ベース
- コージー・パウエル - ドラムス

アディショナル・ミュージシャン
- スティーヴン・スティルス、ビリー・ニコルス - バッキング・ボーカル